# Покровська вежа (Новгородський дитинець)
Покровська вежа (рос. Покровская башня) — чотирикутна вежа Новгородського дитинця. Збудована в кінці XVI століття. Прямокутна в плані 16 × 10,5 м з шістьма бойовими ярусами. Висота вежі з зубцями — 18 м, а товщина стін на рівні першого ярусу понад 3 м. Вінчає вежу тринадцятиметровий намет, вежа виступає за межі кріпосної стіни більш ніж на 9 м.Стіни пам'ятника прорізані бійницями — 55 амбразур. З усіх перекриттів збереглися коробові склепіння двох нижніх ярусів. Стародавні дерев'яні зв'язки замінені металевими.

## Розташування
Вежа розташована в південно-західній частині Кремля.

## Історія
Існуючій вежі передувала вежа, побудована в 1302 році.
В 1305 році Семеном Климовичем при вежі, на воротах, побудована кам'яна церква Покрови Богородиці, від якої вежа отримала свою назву. До тих брам підходила Пруська вулиця. Церква перебудована заново в 1389 році посадником Григорієм Якуновичем, ймовірно ця перебудова стосувалася і вежі. При перебудові дитинця в XV столітті, церква і проїжджа вежа бути відбудовані знову, коли зводився Мале земляне місто, з тих пір глуха вежа (непроїзна), так як прямого доступу до Пруської вулиці з тих пір не стало, а Покровська церква тоді була побудована дещо північніше, але з вежею з'єднана.
У XVII столітті, в 1660-ті роки вежа ремонтувалася, а з кінця століття входить в комплекс будівель Воєводського двору, тоді ж (1693-1695 рр.) Покровська церква черговий раз була перебудована. З початку XIX століття у вежі була жіноча в'язниця, а саму вежу часто називали ще й «темнішной», а з 1898 року — богадільня «для людей похилого віку обох статей», до Жовтневої революції 1917 року залишилися тільки «старі жінки». З 1920-х років у Покровській вежі розміщувалися архіви. В 1968 році за проектом А. В. Воробйова башта була реставрована у формах XVI століття, після чого в ній розмістили в ній знаменитий у Новгороді ресторан «Дитинець».

## Культурна спадщина
30 серпня 1960 року постановою Ради Міністрів РРФСР № 1327 «О дальнейшем улучшении дела охраны памятников в РСФСР» ансамбль Новгородського кремля прийнятий під охорону як пам'ятка державного значення.
У 1992 році Рішенням ювілейного засідання Комітету Всесвітньої спадщини ЮНЕСКО архітектурний ансамбль Новгородського кремля включений в Список Всесвітньої спадщини.